# 北海道横断自動車道
北海道横断自動車道（ほっかいどうおうだんじどうしゃどう）は、北海道を横断する国土開発幹線自動車道（国幹道）および高速自動車国道の路線名である。国幹道としては北海道縦貫自動車道から分岐する寿都郡黒松内町を起点とし、そこから根室市に至る根室線および網走市に至る網走線の2路線から成る。略称は北海道横断道（ほっかいどうおうだんどう）。
本項目では、国幹道としての北海道横断自動車道および高速自動車国道としての北海道横断自動車道の双方について述べる。

## 概要
国土開発幹線自動車道建設法では、北海道横断自動車道は以下のとおりとされている。
| 路線名             | 路線名 | 起点                 | 主な経由市町村                                                                                    | 主な経由市町村 | 終点         |
| ------------------ | ------ | -------------------- | ------------------------------------------------------------------------------------------------- | -------------- | ------------ |
| 北海道横断自動車道 | 根室線 | 北海道寿都郡黒松内町 | 北海道虻田郡倶知安町付近 同道小樽市 同道札幌市 同道夕張市付近 同道帯広市付近 同道足寄郡足寄町付近 | 北海道釧路市   | 北海道根室市 |
| 北海道横断自動車道 | 網走線 | 北海道寿都郡黒松内町 | 北海道虻田郡倶知安町付近 同道小樽市 同道札幌市 同道夕張市付近 同道帯広市付近 同道足寄郡足寄町付近 | 北海道北見市   | 北海道網走市 |

以下の区間が高速自動車国道の路線を指定する政令で高速自動車国道の路線とされている。
| 路線名             | 路線名       | 起点                 | 重要な経過地 | 重要な経過地                  | 終点               |
| ------------------ | ------------ | -------------------- | --- | ----------------------------- | ------------------ |
| 北海道横断自動車道 | 黒松内釧路線 | 北海道寿都郡黒松内町 | 北海道虻田郡倶知安町 同道余市郡余市町 同道小樽市 同道札幌市 同道北広島市 同道恵庭市 同道千歳市 同道夕張市 同道勇払郡占冠村 同道上川郡清水町 同道河東郡音更町 同道中川郡本別町 | 北海道白糠郡白糠町 同道釧路市 | 北海道釧路郡釧路町 |
| 北海道横断自動車道 | 黒松内北見線 | 北海道寿都郡黒松内町 | 北海道虻田郡倶知安町 同道余市郡余市町 同道小樽市 同道札幌市 同道北広島市 同道恵庭市 同道千歳市 同道夕張市 同道勇払郡占冠村 同道上川郡清水町 同道河東郡音更町 同道中川郡本別町 | 北海道足寄郡足寄町            | 北海道北見市       |

1966年（昭和41年）7月、国土開発幹線自動車道建設法により予定路線とされた。小樽市 - 中川郡本別町間は、北海道縦貫自動車道（道央自動車道）を挟み、西側（札幌市 - 小樽市間）が札樽自動車道として1992年（平成4年）までに、東側（千歳市 - 中川郡本別町間）が道東自動車道として2011年（平成23年）までに開通した。供用区間の道路の状況およびインターチェンジなどについては当該道路の項目を参照。
黒松内 - 小樽間は、後志自動車道として第四次全国総合開発計画で高規格幹線道路として構想され、1991年（平成3年）12月に全線4車線・設計速度100 km/h（キロメートル毎時）とする基本計画が決定された。
国道5号と並行し、北海道縦貫自動車道（現在開通している道央自動車道）よりも距離が短縮される予定で、並行する一般国道自動車専用道路として黒松内町内の延長5.1 kmの一般国道5号黒松内新道が2009年（平成21年）11月7日に開通した。また、余市IC - 小樽JCT間 (延長23.3 km) はNEXCO東日本を事業主体とし有料方式で2009年（平成21年）に着工し、2018年（平成30年）12月8日開通した。
黒松内 - 余市間（延長約74 km）は計画段階評価の試行が実施され、2011年（平成23年）12月6日に北海道地方小委員会にて黒松内 - 倶知安間（延長約30 km）については当面の間国道5号を暫定活用し、倶知安 - 余市間（延長約44 km）はバイパス道路を新設する方針が示された。うち共和 - 余市間（延長27.6 km）について「一般国道5号 倶知安余市道路（共和〜余市）」として2014年（平成26年）度に、倶知安 - 共和間（延長11.5 km）について「一般国道5号 倶知安余市道路（倶知安〜共和）」として2016年（平成28年）度に事業化された。
当面現道活用となっていた黒松内 - 倶知安間のうち、蘭越 - 倶知安間で計画段階評価手続きが2021年（令和3年）から進められ、2022年（令和4年）12月22日の北海道地方小委員会で全線別線案と一部別線・現道改良案の2案が提示された。2023年（令和5年）12月19日の北海道地方小委員会で全線別線案が採用され対応方針が決定した。このうち、ニセコ - 倶知安間（延長11.7 km）について「一般国道5号 蘭越倶知安道路（ニセコ〜倶知安）」として2024年（令和6年）度に事業化された。
本別 - 釧路間、足寄 - 北見間は、新直轄方式に整備計画が変更され、国及び沿線自治体が建設費を負担し、完成後は無料で供用される。

### 根室線
根室線は、1966年（昭和41年）7月、国土開発幹線自動車道建設法により、予定路線が釧路市までとされた。本別 - 釧路間は、将来交通量の調査で採算性が見込めるものとして分類され、十勝支庁（現：十勝総合振興局）との間に国道2路線以外、高速道路が無いため、国の方針では東日本高速道路株式会社による整備区間であったが、建設を急ぐ事から国内第1号の新直轄方式に切り替えられた。また、並行する一般国道自動車専用道路として釧路外環状道路が開通している。
釧路 - 根室間は、釧路・根室自動車道として第四次全国総合開発計画で高規格幹線道路として構想された。根室市内の延長約7 kmは、根室道路として開通済みである。また、2019年度（平成31年度）には、厚岸町尾幌から同町糸魚沢に至る延長24.7 kmの尾幌糸魚沢道路が事業化された。
また、釧路外環状道路から尾幌糸魚沢道路に至る別保 - 尾幌間で計画段階評価手続きが2022年（令和4年）から進められ、2023年（令和5年）11月16日の北海道地方小委員会で全線別線南側ルート案、全線別線北側ルート案と別線南側・一部現道改良案の3案が提示され、2024年（令和6年）12月25日の北海道地方小委員会で全線別線南側ルート案が採用され対応方針が決定した。2025年度（令和7年度）に釧路別保IC - 尾幌IC間が「一般国道44号 別保尾幌道路」として事業化された。

### 網走線
網走線は、1966年（昭和41年）7月、国土開発幹線自動車道建設法により、北見市までが予定路線とされた。
足寄 - 北見間については、2006年（平成18年）2月7日に国土開発幹線自動車道建設会議は陸別町小利別 - 北見間は山間部を避けて大きく迂回している国道242号のバイパス道路として緊急に整備すべき区間として決定、その他の足寄 - 陸別町小利別間（延長約51 km）が抜本的見直し区間のうち「当面着工しない区間」とされた。2014年（平成26年）8月8日に整備計画の変更により陸別町陸別 - 陸別町小利別間の事業が再開、足寄町 - 陸別町陸別間も2021年（令和3年）7月30日に事業再開が発表された。2015年（平成27年）11月8日、新直轄区間の訓子府IC - 北見西IC間が十勝オホーツク自動車道として開通。また、北見西IC - 北見東IC間も並行する一般国道自動車専用道路として北見道路が2013年（平成25年）3月31日に開通している。
北見 - 網走間は、北見・網走自動車道として第四次全国総合開発計画で高規格幹線道路として構想された。美幌高野交差点（現：美幌高野IC）- 女満別空港IC間 (延長7.9 km) は、並行する一般国道の自動車専用道路（A'路線）の美幌バイパスとして2005年（平成17年）7月3日に全区間開通している。予定路線となっていた北見東IC - 美幌高野交差点（現：美幌高野IC）間については、2015年（平成27年）度の北海道開発局予算の中で調査費用が計上され、事業化に向けた計画段階評価に着手、その後2019年度（平成31年度）に端野高野道路として事業化された。
女満別空港IC - 網走間については、2020年度（令和2年度）から概略ルートおよび構造の検討（計画段階評価を進めるための調査）、2021年（令和3年）度から計画段階評価が順次行われており、2022年（令和4年）12月22日の北海道地方小委員会で別線市街地ルーアクセス案と別線・一部現道改良案の2案が提示された。2023年（令和5年）12月19日の北海道地方小委員会で別線市街地ルートアクセス案が採用され対応方針が決定した。このうち、女満別空港 - 網走呼人間（延長10.9 km）について「一般国道39号 女満別空港網走道路（女満別空港〜網走呼人）」として2024年度（令和6年度）に事業化された。

## 構成する道路名・事業名

### 重複区間
以下は根室線と網走線の重複区間。
| 高速道路 ナンバリング | 道路名                 | 路線名                          | 事業名                           | 区間                            | 現況         | 備考                                                |
| --------------------- | ---------------------- | ------------------------------- | -------------------------------- | ------------------------------- | ------------ | --------------------------------------------------- |
| E5A                   | 黒松内新道             | 一般国道5号                     | 黒松内新道                       | 黒松内JCT - 黒松内IC            | 供用中       |                                                     |
| E5A                   | （北海道横断自動車道） | （北海道横断自動車道）          | （北海道横断自動車道）           | 黒松内IC - 蘭越町               | 基本計画区間 |                                                     |
| E5A                   | （北海道横断自動車道） | （北海道横断自動車道）          | （北海道横断自動車道）           | 蘭越町 - ニセコIC               | 調査中       | 蘭越 - ニセコIC間で計画段階評価手続き完了           |
| E5A                   |                        | 一般国道5号                     | 蘭越倶知安道路（ニセコ〜倶知安） | ニセコIC - 倶知安IC             | 事業中       |                                                     |
| E5A                   | 後志自動車道           | 一般国道5号                     | 倶知安余市道路（倶知安〜共和）   | 倶知安IC - 共和IC               | 事業中       |                                                     |
| E5A                   | 後志自動車道           | 一般国道5号                     | 倶知安余市道路（共和〜余市）     | 共和IC - 余市IC                 | 一部供用中   | 仁木IC - 余市IC間は供用中 共和IC - 仁木IC間は事業中 |
| E5A                   | 後志自動車道           | 北海道横断自動車道 黒松内釧路線 | 余市〜小樽JCT                    | 余市IC - 小樽JCT                | 供用中       | 黒松内北見線と重複                                  |
| E5A                   | 札樽自動車道           | 北海道横断自動車道 黒松内釧路線 |                                  | 小樽IC - 小樽JCT - 札幌JCT      | 供用中       | 黒松内北見線と重複                                  |
| E5                    | 道央自動車道           | 北海道縦貫自動車道 函館名寄線   |                                  | 札幌JCT - 千歳恵庭JCT           | 供用中       | 北海道横断自動車道黒松内釧路線・黒松内北見線と重複  |
| E38                   | 道東自動車道（本線）   | 北海道横断自動車道 黒松内釧路線 |                                  | 千歳恵庭JCT - 帯広JCT - 本別JCT | 供用中       | 黒松内北見線と重複                                  |

### 根室線
以下は根室線単独区間。
| 高速道路 ナンバリング | 道路名                 | 路線名                          | 事業名                 | 区間                          | 現況         | 備考       |
| --------------------- | ---------------------- | ------------------------------- | ---------------------- | ----------------------------- | ------------ | ---------- |
| E38                   | 道東自動車道           | 北海道横断自動車道 黒松内釧路線 |                        | 本別JCT - 本別IC              | 供用中       |            |
| E38                   | 道東自動車道           | 北海道横断自動車道 黒松内釧路線 | 本別〜釧路             | 本別IC - 釧路西IC             | 供用中       | 新直轄方式 |
| E38                   | 道東自動車道           | 一般国道38号                    | 釧路外環状道路         | 釧路西IC - 釧路東IC           | 供用中       |            |
| E44                   | 道東自動車道           | 一般国道44号                    | 釧路外環状道路         | 釧路東IC - 釧路別保IC         | 供用中       |            |
| E44                   |                        | 一般国道44号                    | 別保尾幌道路           | 釧路別保IC - 尾幌IC（仮称）   | 事業中       |            |
| E44                   |                        | 一般国道44号                    | 尾幌糸魚沢道路         | 尾幌IC（仮称） - 厚岸町糸魚沢 | 事業中       |            |
| E44                   | （北海道横断自動車道） | （北海道横断自動車道）          | （北海道横断自動車道） | 厚岸町糸魚沢 - 温根沼IC       | 予定路線区間 |            |
| E44                   | 根室道路               | 一般国道44号                    | 根室道路               | 温根沼IC - 根室IC             | 供用中       |            |

### 網走線
以下は網走線単独区間。
| 高速道路 ナンバリング | 道路名                   | 路線名                          | 事業名                                     | 区間                      | 現況         | 備考                                                                         |
| --------------------- | ------------------------ | ------------------------------- | ------------------------------------------ | ------------------------- | ------------ | ---------------------------------------------------------------------------- |
| E61                   | 道東自動車道（端野支線） | 北海道横断自動車道 黒松内北見線 |                                            | 本別JCT - 足寄IC          | 供用中       |                                                                              |
| E61                   | 十勝オホーツク自動車道   | 北海道横断自動車道 黒松内北見線 | 足寄〜北見                                 | 足寄IC - 北見西IC         | 一部供用中   | 新直轄方式 足寄IC - 陸別小利別IC間は事業中 陸別小利別IC - 北見西IC間は供用中 |
| E61                   | 十勝オホーツク自動車道   | 一般国道39号                    | 北見道路                                   | 北見西IC - 北見東IC       | 供用中       |                                                                              |
| E61                   |                          | 一般国道39号                    | 端野高野道路                               | 北見東IC - 美幌高野IC     | 事業中       |                                                                              |
| E61                   | 美幌バイパス             | 一般国道39号                    | 美幌バイパス                               | 美幌高野IC - 女満別空港IC | 供用中       |                                                                              |
| E61                   |                          | 一般国道39号                    | 女満別空港網走道路（女満別空港〜網走呼人） | 女満別空港IC - 網走呼人IC | 事業中       |                                                                              |
| E61                   | （北海道横断自動車道）   | （北海道横断自動車道）          | （北海道横断自動車道）                     | 網走呼人IC - 網走市       | 予定路線区間 | 網走呼人IC - 網走間で計画段階評価手続き完了                                  |

## 歴史
- 1957年（昭和32年）4月16日 : 北海道自動車道として、北海道函館市 - 札幌市附近 - 釧路市間が国土開発縦貫自動車道の路線の基準とされる。
- 1966年（昭和41年）7月1日 : 北海道横断自動車道として、以下の2路線が国幹道の予定路線とされる。
  - 釧路線 : 北海道小樽市 - 足寄郡足寄町附近 - 釧路市
  - 北見線 : 北海道小樽市 - 足寄郡足寄町附近 - 北見市
- 1971年（昭和46年）12月4日 : 札幌小樽道路（札樽バイパス）として、小樽IC - 札幌西IC間が開通（暫定2車線）[26]。道央自動車道として、北広島IC - 千歳IC間が開通（暫定2車線）。
- 1972年（昭和47年）9月19日 : 道央自動車道の北広島IC - 千歳IC間が4車線化[26]。
- 1973年（昭和48年）4月1日 : 札幌小樽道路（札樽バイパス）が高速自動車国道の札樽自動車道に昇格。
- 1974年（昭和49年）8月22日 : 札樽自動車道の小樽IC - 札幌西IC間が4車線化[26]。
- 1979年（昭和54年）10月29日 : 道央自動車道として、札幌南IC - 北広島IC間が開通[新聞 2]。
- 1985年（昭和60年）10月25日 : 道央自動車道として、札幌IC - 札幌南IC間が開通[新聞 3][新聞 4]。
- 1987年（昭和62年）
  - 6月30日 : 第四次全国総合開発計画（四全総）が閣議決定。新たに高規格幹線道路が構想される。
    - 後志自動車道 : 黒松内 - 小樽
    - 釧路・根室自動車道 : 釧路 - 根室
    - 北見・網走自動車道 : 北見 - 網走

  - 9月1日 : 四全総を受け国土開発幹線自動車道建設法改正、予定路線とされる。
- 1992年（平成4年）9月30日 : 札樽自動車道として、札幌西IC - 札幌JCT間が開通。札幌JCTの開設に伴い、札樽自動車道と道央自動車道が接続[新聞 5]。
- 1995年（平成7年）
  - 10月30日 : 道東自動車道として、十勝清水IC - 池田IC間が開通[新聞 6][新聞 7]。
  - 11月30日 : 道路審議会答申、並行する一般国道自動車専用道路による代替が示される。
    - 根室線 : 黒松内道路、根室道路
    - 網走線 : 北見道路、美幌バイパス
- 1995年（平成7年）度 : 釧路外環状道路として、釧路市鶴野 - 釧路郡釧路町字別保間が事業化[報道 6]。
- 1997年（平成9年）12月 : 黒松内新道として、黒松内JCT - 黒松内IC間が事業化。
- 1997年（平成9年）度 : 北見道路として、北見市北上 - 北見市端野町川向間が事業化[報道 7]。
- 1998年（平成10年）度 : 釧路外環状道路として、釧路市鶴野 - 釧路郡釧路町字別保間の都市計画決定及び着工[報道 6]。
- 1999年（平成11年）
  - 10月7日 : 道東自動車道として、千歳恵庭JCT - 夕張IC間が開通[新聞 8][新聞 9]。千歳恵庭JCTの開設に伴い、道央自動車道と道東自動車道が接続。
  - 11月 : 余市IC - 小樽JCT間の都市計画決定[27]。
  - 12月 : 余市IC - 小樽JCT間の整備計画決定[27]。
- 2000年（平成12年）度 : 黒松内新道 黒松内JCT - 黒松内IC間の用地買収および工事に着手。
- 2000年（平成12年）11月3日 : 美幌バイパスとして、美幌高野交差点（現：美幌高野IC） - 美幌IC間が開通。
- 2003年（平成15年）
  - 6月8日 : 道東自動車道として、池田IC - 本別JCT - 本別IC間が開通[新聞 10]。道東自動車道の端野支線として、本別JCT - 足寄IC間が開通[新聞 10]。
  - 12月22日 : 政府・与党申し合わせ。抜本的見直し区間を設定。
    - 足寄町 - 北見市

  - 12月25日 : 第1回国土開発幹線自動車道建設会議、新直轄方式に切り替え。
    - 足寄 - 北見
    - 本別 - 釧路
- 2004年（平成16年）度 : 北見道路として、北見市北上 - 北見市端野町川向間の工事着手[報道 7]。
- 2005年（平成17年）
  - 7月3日 : 美幌バイパスとして、美幌IC - 女満別空港IC間が開通[新聞 11]。
  - 10月1日 : 日本道路公団の民営化に伴い、札樽自動車道・道央自動車道・道東自動車道が東日本高速道路（NEXCO東日本）の管轄路線となる。
- 2006年（平成18年）
  - 2月7日 : 第2回国土開発幹線自動車道建設会議にて、陸別町小利別 - 北見間が緊急に整備すべき区間として取り扱われる。
  - 3月 : 余市IC - 小樽JCT間の実施計画認可[27]。
- 2007年（平成19年）10月21日 : 道東自動車道として、トマムIC - 十勝清水IC間 (21 km) が開通[28][新聞 12]。
- 2009年（平成21年）
  - 10月24日 : 道東自動車道として、占冠IC - トマムIC間 (26 km) が開通[28][新聞 13]。
  - 11月7日 : 黒松内新道として、黒松内JCT - 黒松内IC間が開通[新聞 1]。
  - 11月21日 : 道東自動車道として、本別IC - 浦幌IC間が開通[新聞 14]。当該区間は北海道では初めて新直轄方式で開通した区間である。
- 2011年（平成23年）10月29日 : 道東自動車道として、夕張IC - むかわ穂別IC - 占冠IC間 (34 km) が開通[28][新聞 15][新聞 16]。
- 2013年（平成25年）
  - 3月31日 : 北見道路として、北見西IC - 北見東IC間が開通[報道 8]。
  - 12月24日 : 北見道路の北見西IC - 北見中央IC間に北見北上ICが、北見中央IC - 北見東IC間に北見川東ICがそれぞれ新設されて供用開始[報道 9][報道 10]。
- 2014年（平成26年）8月8日 : 庶路ICの連結許可、陸別町陸別 - 陸別町小利別間の建設凍結を解除。
- 2014年（平成26年）度 : 倶知安余市道路として、共和IC - 余市IC間 (27.6 km) が事業化。
- 2015年（平成27年）
  - 3月29日 : 道東自動車道として、浦幌IC - 白糠IC間が開通[報道 11][新聞 17][新聞 18][新聞 19]。
  - 4月 : 平成27年度北海道開発局予算概要において事業中の北海道横断自動車道網走線の道路名を「十勝オホーツク自動車道」とすることを公表[報道 12]。
  - 11月8日 : 十勝オホーツク自動車道として、訓子府IC - 北見西IC間が開通[報道 13][新聞 20]。
- 2016年（平成28年）3月12日 : 道東自動車道として、白糠IC - 阿寒IC間が開通[報道 14]。釧路外環状道路として、釧路西IC - 釧路東IC間が開通[報道 15][報道 14][新聞 21]。
- 2016年（平成28年）度 : 倶知安余市道路として、倶知安IC - 共和IC間 (11.5 km) が事業化。
- 2017年（平成29年）10月9日 : 十勝オホーツク自動車道として、陸別小利別IC - 訓子府IC間が開通[報道 16]。
- 2018年（平成30年）12月8日 : 後志自動車道として、余市IC - 小樽JCT間が開通[29][報道 1]。
- 2019年（平成31年）3月9日 : 釧路外環状道路として、釧路東IC - 釧路別保IC間が開通[報道 17]。
- 2019年（平成31年）度 : 厚岸郡厚岸町尾幌 - 同郡同町糸魚沢間が尾幌糸魚沢道路として、北見東IC - 美幌高野IC間が端野高野道路として、それぞれ新規事業化[報道 18]。
- 2020年（令和2年）3月22日 : 根室道路として、温根沼IC - 根室IC間が開通[30]。
- 2021年（令和3年）7月30日 : 足寄町 - 陸別町陸別間の建設凍結を解除[31]。
- 2024年（令和6年）度 : 女満別空港IC - 網走呼人IC間が女満別空港網走道路（女満別空港〜網走呼人）として、ニセコIC - 倶知安IC間が蘭越倶知安道路（ニセコ〜倶知安）として、それぞれ新規事業化[報道 2]。
- 2024年（令和6年）
  - 9月12日：道東自動車道の阿寒IC - 釧路西IC間の開通に合わせて、釧路西IC - 釧路別保IC間の道路名称を「一般国道38号・44号 釧路外環状道路」から「道東自動車道」に変更すると発表（案内標識の更新等は同月中旬以降に実施）[報道 4][注釈 4]。
  - 12月22日：道東自動車道の阿寒IC - 釧路西IC間が開通[報道 5]。前述の通り、同区間の開通に合わせて釧路西IC - 釧路別保IC間の道路名称を「一般国道38号・44号 釧路外環状道路」から「道東自動車道」に変更。
- 2025年（令和7年）3月23日：後志自動車道として、仁木IC - 余市IC間が開通[32]。
- 2025年（令和7年）度：釧路別保IC - 尾幌IC間が別保尾幌道路として新規事業化[9]。

## インターチェンジなど
- 全区間北海道内に所在。
- IC番号欄の背景色が■である部分については道路が供用済みの区間を示している。また、施設名欄の背景色が■である部分は施設が供用されていない、または完成していない事を示す。未開通区間の名称は仮称。
- ICはインターチェンジを、JCTはジャンクションを、TBは本線料金所をそれぞれ示す。

### 黒松内IC - 余市IC間
2019年（平成31年）4月1日現在、倶知安IC - 余市IC間が倶知安余市道路として、ニセコIC - 倶知安ICが蘭越倶知安道路としてそれぞれ事業中である。黒松内IC - 蘭越間は基本計画区間（国道5号現道当面活用区間）となっている。
- 倶知安IC - 仁木南IC間の施設名はすべて仮称である。
- 接続路線名の特記がないものは町道。

| IC 番号                                                    | 施設名    | 接続路線名                 | 黒松内 から (km) | 備考   | 所在地         | 所在地         |
| ---------------------------------------------------------- | --------- | -------------------------- | ---------------- | ------ | -------------- | -------------- |
| E5A 黒松内新道                                             |           |                            |                  |        |                |                |
|                                                            | 黒松内IC  | 国道5号                    | 5.1              |        | 後志総合振興局 | 寿都郡黒松内町 |
| 黒松内 - 蘭越 （基本計画区間） （国道5号現道当面活用区間） |           |                            |                  |        |                |                |
| 蘭越 - ニセコ （計画段階評価手続き完了）                   |           |                            |                  |        |                |                |
| -                                                          | ニセコIC  |                            |                  | 事業中 | 後志総合振興局 | 虻田郡ニセコ町 |
| -                                                          | 比羅夫IC  |                            |                  | 事業中 | 後志総合振興局 | 虻田郡倶知安町 |
| -                                                          | 倶知安IC  | 道道58号倶知安ニセコ線     |                  | 事業中 | 後志総合振興局 | 虻田郡倶知安町 |
| -                                                          | 共和IC    | 国道276号                  |                  | 事業中 | 後志総合振興局 | 岩内郡共和町   |
| -                                                          | 共和北IC  | 道道1182号共和北インター線 |                  | 事業中 | 後志総合振興局 | 岩内郡共和町   |
| -                                                          | 仁木南IC  | 国道5号                    |                  | 事業中 | 後志総合振興局 | 余市郡仁木町   |
| 14                                                         | 仁木IC    |                            |                  |        | 後志総合振興局 | 余市郡仁木町   |
| 13                                                         | 余市IC/TB | 道道753号登余市停車場線    |                  |        | 後志総合振興局 | 余市郡余市町   |
| E5A 後志自動車道                                           |           |                            |                  |        |                |                |

- 基本計画区間とされている黒松内 - 余市間（約74 km）については、後志地域の全市町村で構成される「北海道横断自動車道黒松内・小樽間建設促進期成会」が1985年（昭和60年）に設立されて以来、道路の必要性と早期整備を再三にわたり要望してきた[新聞 22]。この区間は2010年（平成22年）に計画段階の試行区間へと移行して現状の課題と整備スケジュールなどが確認され[1]、2011年（平成23年）12月6日開催された社会資本整備審議会第5回北海道地方小委員会において、黒松内 - 倶知安間（約30 km）は当面現道活用、倶知安 - 余市間（延長約44 km）は別線の自動車専用道路を新規に整備する方針が決定された[35][注釈 5]。
- 黒松内 - 倶知安の区間については、早期に整備効果を発現させるために現道の走行性が高い同区間を暫定的に当面活用区間としたものであり、国交省が2011年6 - 8月に沿線の自治体や関係団体に対し地域の政策目標や道路整備方針に関するアンケートを行った際には、最終的に全線高速道路整備を望む意見が多数を占めたものの[新聞 23]、約9割が段階的な整備を「妥当」「おおむね妥当」と回答した[新聞 24]。同年12月に社会資本整備審議会が一部当面活用する方針を示した際には、整備方針が決まった事で事業の進捗に期待する声がある一方、全線で新設という満額回答が得られなかった事に対して"全線別線整備により政策目標を達成する事が必要との前提の上で『妥当』である事を確認させてほしい（倶知安町）"や"最終的には全線が別線による早期整備が担保されるような記述が必要（余市町）"などと危機感を表す自治体もあった[新聞 24][36]。
- 別線整備区間とされた倶知安 - 余市間は国道5号倶知安余市道路（高速自動車国道に並行する一般国道自動車専用道路、A'路線）として整備される事となり、このうち共和町 - 余市町間（延長27.7 km）は新規事業採択時評価を経て2014年度（平成26年度）に新規事業化され、今後は調査設計や用地買収等を経て着工を目指す[新聞 25]。倶知安町 - 共和町間（延長11.5 km）は、2016年度（平成28年度）に事業化が決定した[34]。

### 根室線
釧路別保IC - 尾幌IC間が別保尾幌道路として、尾幌IC - 厚岸町糸魚沢間が尾幌糸魚沢道路として、温根沼IC - 根室IC間が根室道路としてそれぞれ事業化されている。厚岸町糸魚沢 - 温根沼IC間は調査中である。
| IC 番号                            | 施設名       | 接続路線名               | 千歳恵庭 から (km) | 備考               | 所在地         | 所在地       |
| ---------------------------------- | ------------ | ------------------------ | ------------------ | ------------------ | -------------- | ------------ |
| E44 道東自動車道（釧路外環状道路） |              |                          |                    |                    |                |              |
| 21                                 | 釧路別保IC   | 国道272号 釧路中標津道路 | 275.9              | 釧路方面出入口のみ | 釧路総合振興局 | 釧路郡釧路町 |
| -                                  | 釧路上別保IC | 国道44号                 |                    |                    | 釧路総合振興局 | 釧路郡釧路町 |
| -                                  | 尾幌IC       | 国道44号                 |                    |                    | 釧路総合振興局 | 厚岸郡厚岸町 |
| -                                  | 厚岸IC       | 道道14号厚岸標茶線       |                    |                    | 釧路総合振興局 | 厚岸郡厚岸町 |
| -                                  | 厚岸町糸魚沢 | 国道44号                 |                    |                    | 釧路総合振興局 | 厚岸郡厚岸町 |
| 予定路線区間                       |              |                          |                    |                    |                |              |
| -                                  | 温根沼IC     | 国道44号                 |                    |                    | 根室振興局     | 根室市       |
| -                                  | 根室IC       | 国道44号                 |                    |                    | 根室振興局     | 根室市       |

### 網走線
足寄IC - 陸別小利別IC間が北海道横断自動車道網走線として新直轄方式により、北見東IC - 美幌高野IC間が端野高野道路として、女満別空港IC - 網走呼人間が女満別空港網走道路としてそれぞれ事業化されている。残りの網走呼人～網走も計画段階評価手続きが終わり、事業化を待つだけの段階となっている。
- 接続路線名の特記がないものは市道。

| IC 番号                                    | 施設名       | 接続路線名           | 足寄 から (km) | 備考               | 所在地               | 所在地       |
| ------------------------------------------ | ------------ | -------------------- | -------------- | ------------------ | -------------------- | ------------ |
| E61 道東自動車道                           |              |                      |                |                    |                      |              |
| 1                                          | 足寄IC       | 国道242号 国道274号  | 0.0            |                    | 十勝総合振興局       | 足寄郡足寄町 |
| -                                          | 陸別IC       | 国道242号            | 31.0           | 事業中             | 十勝総合振興局       | 足寄郡陸別町 |
|                                            | 陸別小利別IC | 国道242号            | 51.0           |                    | 十勝総合振興局       | 足寄郡陸別町 |
| E61 十勝オホーツク自動車道                 |              |                      |                |                    |                      |              |
| 3                                          | 北見東IC     | 道道1024号川向端野線 | 89.3           |                    | オホーツク総合振興局 | 北見市       |
| -                                          | 北見端野IC   |                      |                |                    | オホーツク総合振興局 | 北見市       |
| -                                          | 北見緋牛内IC |                      |                | 足寄方面出入口のみ | オホーツク総合振興局 | 北見市       |
| -                                          | 美幌高野IC   | 国道39号             | 103.6          |                    | オホーツク総合振興局 | 網走郡美幌町 |
| E61 美幌バイパス                           |              |                      |                |                    |                      |              |
| -                                          | 女満別空港IC | 国道39号             |                |                    | オホーツク総合振興局 | 網走郡大空町 |
| -                                          | 大空IC       |                      |                |                    | オホーツク総合振興局 | 網走郡大空町 |
| -                                          | 網走呼人IC   |                      |                |                    | オホーツク総合振興局 | 網走市       |
| 網走呼人 - 網走 （計画段階評価手続き完了） |              |                      |                |                    |                      |              |